# Slaget vid Val-ès-Dunes
Slaget vid Val-ès-Dunes utkämpades 1047 mellan Vilhelm av Normandie tillsammans med Henrik I av Frankrike och ett flertal revolterande normandiska baroner ledda av Guy av Burgund. Som resultat av segern kunde Vilhelm, som senare skulle bli Vilhelm Erövraren, behålla sin titel och kontrollen över sitt hertigdömes västra del. 

## Bakgrund
Vilhelm hade fått sin titel 1035, som sjuårig illegitim son till den tidigare hertigen, Robert I av Normandie. Många av Vilhelms släktingar, däribland Guy av Burgund, hans kusin, ansåg sig ha bättre anspråk på titeln men Vilhelm hade stöd av kung Henrik I och andra inflytelserika adelsmän. 